# Molaoi
Molaoi  este un oraș în Grecia în Prefectura Laconia.